# Jacques Chessex
Pour les articles homonymes, voir Chessex.
Œuvres principales
- Romans :
  - L'Ogre, 1973
  - Le Vampire de Ropraz, 2007
  - Un Juif pour l'exemple, 2009
  - Le Dernier Crâne de M. de Sade, 2009
- Chronique :
  - Portrait des Vaudois, 1991
- Poésie :
  - Allegria, 2005
- Essai :
  - Flaubert, ou le Désert en Abîme, 1991

Jacques Chessex, né le 1er mars 1934 à Payerne et mort le 9 octobre 2009 à Yverdon-les-Bains, est un écrivain, poète et peintre suisse de langue française. Il est le seul écrivain suisse ayant reçu le prix Goncourt, mais également le prix Goncourt de la poésie en 2004.

## Biographie
Jacques Chessex est le fils de Pierre Chessex, étymologiste, linguiste, directeur d'établissement secondaire et écrivain vaudois. Son grand-père, Albert Chessex, également enseignant, était quant à lui un fin commentateur des patois romands, au sujet desquels il co-anima une émission radiophonique jusqu'au milieu des années 1970. Jacques Chessex fait ses études à Fribourg, puis à Lausanne, où il a pour professeur Jacques Mercanton, qui l’encourage dans sa vocation littéraire et à qui il voue, d’abord, un véritable culte. Il entreprend à Lausanne des études de  lettres et rédige un mémoire sur Francis Ponge. Il s'oriente ensuite vers l'enseignement du français et du latin, mais écrit dès son plus jeune âge de la poésie. Il publie en 1954 un premier recueil Le Jour proche, bientôt suivi de trois autres volumes : Chant de printemps, Une voix la Nuit, Batailles dans l'air.
En 1956, Pierre, son père, se suicide. La suite de son œuvre tirera alors l’essentiel de sa dramaturgie et de sa thématique d’un scénario existentiel marqué par le départ subit de ce père sévère, mais aimé. Lauréat du prix Goncourt en 1973 pour son roman L'Ogre, l'écrivain occupe alors une position majeure dans la littérature romande. Se plaçant clairement dans une tradition littéraire vaudoise et romande, Jacques Chessex entretient des liens étroits avec Paris (chroniqueur de La Nouvelle Revue française, membre correspondant de l'Académie Goncourt. Poète réputé, il reçoit le prix Mallarmé 1992 pour son recueil Les Aveugles du seul regard.
Une exposition lui étant consacrée a eu lieu en 2004 à la Bibliothèque nationale suisse à Berne. Intitulée « Il y a moins de mort lorsqu'il y a plus d'art » celle-ci fut constituée de sept parties : les écrits autobiographiques « Autographe », le thème de l'absolu et de la religion « Métaphysique », de la femme et de l'érotisme « Féminaire », l'attachement à « La Suisse romande » et à « La France », la fascination pour la nature et les animaux « Bestiaire », enfin les textes consacrés aux peintres ou écrits en collaboration avec eux « Peintres ».
Fait chevalier de la Légion d'honneur à Berne, le 18 septembre 2002, Jacques Chessex, également membre du jury du prix Médicis depuis 1996, reçoit en 2003 le grand prix de la langue française pour l'ensemble de son œuvre et le grand prix du rayonnement français de l'Académie française. En 2004, Jacques Chessex reçoit la Bourse Goncourt Poésie attribuée par l'Académie Goncourt.

### Fin de vie
Alors qu'il participe à une conférence à la bibliothèque publique d'Yverdon-les-Bains au sujet de l'adaptation théâtrale de son roman la Confession du pasteur Burg, Jacques Chessex meurt subitement le vendredi 9 octobre 2009, à l'âge de 75 ans, des suites d'un malaise cardiaque alors qu'il répondait à une personne « qui lui reprochait avec véhémence son soutien public à l'affaire Roman Polanski,, ».
Après avoir reposé à la chapelle Saint-Roch à Lausanne, les obsèques eurent lieu le 14 octobre 2009 à la cathédrale de Lausanne, où environ 600 personnes lui ont rendu un dernier hommage. Parmi les personnalités publiques, figuraient notamment Jérôme Garcin, qui a prononcé un éloge funèbre, Marcel Imsand, Pietro Sarto, Freddy Buache, Lionel Baier, Michel Thévoz, Jean Romain. Il fut ensuite inhumé le même jour, dans l'intimité, au cimetière de Ropraz, qui fait face à la maison où il habitait depuis 1978.
Le fonds d'archives de Jacques Chessex se trouve aux Archives littéraires suisses à Berne.

## Œuvre

### Romans et récits
- La Tête ouverte, récit, Paris, Gallimard, 1962
- La Confession du Pasteur Burg, récit, Paris, Christian Bourgeois, 1967
- Carabas, récit, Paris, Grasset, 1971 ; réédition, L'Aire, 2016
- L'Ogre, roman, Paris, Grasset, 1973 – Prix Goncourt
- L’Ardent Royaume, roman, Paris, Grasset, 1975
- Les Yeux jaunes, roman, Paris, Grasset, 1979
- Judas le Transparent, roman, Paris, Grasset, 1982
- Jonas, roman, Paris, Grasset, 1987
- Morgane Madrigal, roman, Paris, Grasset, 1990
- La Trinité, roman, Paris, Grasset, 1992
- Le Rêve de Voltaire, récit, Paris, Grasset, 1995
- La Mort d’un Juste, roman, Paris, Grasset, 1996, 320 pages,  (ISBN 978-2-2465-2261-4)
- L’Imitation, roman, Paris, Grasset, 1998
- Incarnata, récit, Paris, Grasset, 1999
- L'Économie du ciel, roman, Paris, Grasset, 2003
- L'Éternel sentit une odeur agréable, roman, Paris, Grasset, 2004
- Avant le Matin, roman, Paris, Grasset, 2006
- Le Vampire de Ropraz, roman, Paris, Grasset, 2007 – Grand prix Jean-Giono
- Pardon Mère, récit, Paris, Grasset, 2008
- Un Juif pour l'exemple, roman, Paris, Grasset, 2009
- Le Dernier Crâne de M. de Sade, roman, Paris, Grasset, 2009 – Prix Sade 2010
- Hosanna, roman, Paris, Grasset, 2013

### Recueil de nouvelles
- Le Séjour des morts, Paris, Grasset, 1977
- Le Voyage d'hiver, avec Serge Rezvani, Jean Freustié et Georges Perec, Paris, Éditions du Seuil, coll. « Librairie du XXe siècle », 1993 et 2009
- Où vont mourir les oiseaux, Paris, Grasset, 1980
- Portrait d'une ombre, Genève, Zoé, 1999
- Sosie d’un saint, Paris, Grasset, 2000
- Monsieur, Paris, Grasset, 2001
- Le Fort et autres nouvelles, Genève, Zoé, 2002
- Passage de l'ombre, Paris, Grasset, 2019

### Chroniques et morceaux
- Reste avec nous, Lausanne, Cahier de La Renaissance Vaudoise, 1967
- Portrait des Vaudois, Lausanne, Cahier de La Renaissance Vaudoise, 1969
- Hommage au major 1970, avec Gaston Cherpillod, Henri Perrochon, Georges-André Chevallaz, dessins de Pierre Estoppey, Lausanne, Au Verseau, 1970
- Des cinq sens, aquarelles d'Étienne Delessert, Lausanne, Au Verseau, 1983
- Feux d'orée, Lausanne, L'Aire, 1984
- Le Pays de Vaud de Jacques Chessex, photographies de Marcel Imsand, Lausanne, Caisse d'Épargne et de Crédit, 1992
- Ropraz, avec Jacques-Henri Lador, Jacques-Étienne Bovard, Jean-Daniel Savary, photographies de Silvano Prada, Commune de Ropraz, 2004
- Dans la buée de ses yeux, Yvonand, Bernard Campiche, 1995
- L'Imparfait, Yvonand, Bernard Campiche, 1996
- De l'encre et du papier, Lausanne, La Bibliothèque des Arts, 2001
- Une chouette vue à l'aube, Lausanne, Chabloz, 2001
- L'Adoration, illustrations de Pietro Sarto, Lausanne, Chabloz, 2004
- Ce que je dois à Fribourg, avec François Gross, Gérard Froidevaux, Marius Michaud, Fribourg, Bibliothèque cantonale et universitaire Fribourg, 2005
- Fribourg dans l'ici et l'ailleurs, photos de Noël Aeby, Fribourg, La Sarine, 2007

### Portraits
- Les Têtes, Paris, Grasset, 2003

### Poésie

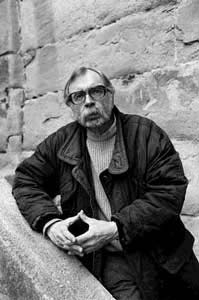
Jacques Chessex en 1991.

- Le Jour proche, Lausanne, Aux Miroirs partagés, 1954
- Chant de printemps, Genève, Jeune Poésie, 1955
- Une voix la nuit, dessins de Jacques Berger, Lausanne, Mermod, 1957
- Batailles dans l'air, dessins de Jean Bazaine, Lausanne, Mermod, 1959
- Le Jeûne de huit nuits, Lausanne, Payot, 1966
- L'Ouvert obscur, Lausanne, L'Âge d'Homme, 1967
- Élégie soleil du regret, Vevey, Bertil Galland, 1976
- Le Calviniste, Paris, Grasset, 1983
- Pierre Estoppey, avec Charles-Henri Favrod et André Kuenzi, textes et poèmes, Denges et Lausanne, Au Verseau, 1986
- Myriam, Lausanne, PAP, 1987
- Comme l'os, Paris, Grasset, 1988
- Dans la page brumeuse du sonnet, dessins d'Armand Abplanalp, Lausanne, PAP, 1989
- Élégie de Pâques, Pully, PAP, 1989
- Neige, gravures de Moïra Cayetano, Gavirate, Stamperia del Portico, 1989
- Si l'arc des coqs, gravure d'André Clerc, Pully, PAP, 1989
- Plaie ravie, illustrations de Cécile Muhlstein, Pully, PAP, 1990
- Les Aveugles du seul regard, Pully, PAP, 1991 ; réédition, Paris, Éditions de La Différence, 1992 - Prix Mallarmé
- Le Buisson, aquatinte de Pietro Sarto, Saint-Prex, Atelier de Saint-Prex, 1991
- Songe du corps élémentaire, lithographies de Marcel Mathys, Neuchâtel et Lausanne, François Ditesheim et Françoise Simecek, 1992
- La Fente, héliogravure de Pierre Keller, Saint-Prex, Atelier de Saint-Prex, 1993
- Le Rire dans la faille, dessins de Chantal Moret, Martigny, Le Manoir, 1993
- Les Élégies de Yorick, Yvonand, Bernard Campiche, 1994
- Le Temps sans temps, Paris, Le Cherche midi éditeur, 1995
- Cantique, Yvonand, Bernard Campiche, 1996
- Poésie, 3 volumes (Œuvre poétique complète), Yvonand, Bernard Campiche, 1997
- Le Désir de la neige, Paris, Grasset, 2002
- Les Eaux et les Forêts, Genève, Le Miel de l'Ours, 2003
- Douze poèmes pour un cochon, images de Jean Lecoultre, Lausanne, Chabloz, 2004
- Allegria, Paris, Grasset, 2005 - Prix Goncourt de la poésie
- Où va la rivière bue, Genève, Le Miel de l'Ours, 2005
- Revanche des purs, Paris, Grasset, 2008
- La Chattemite, images de Jacques Chessex, Cuenca, Cuadernos del Hocino, 2008

### Essais et critique littéraire
- Hommage à Gustave Roud, Lausanne, Arts et Lettres, 1957
- Charles-Albert Cingria, essai, Paris, Seghers, 1967
- Les Saintes Écritures, Vevey, Bertil Galland, 1972
- Bréviaire, Vevey, Bertil Galland, 1976
- Adieu à Gustave Roud, avec Maurice Chappaz et Philippe Jaccottet, Vevey, Bertil Galland, 1977
- Entretiens avec Jacques Chessex, Jérôme Garcin, Paris, La Différence, 1979
- Maupassant et les autres, Paris, Ramsay, 1981
- Mort d'un cimetière, photographies de Luc Chessex, Lausanne, 24 Heures, 1989
- Flaubert, ou le Désert en Abîme, Grasset, Paris, 1991
- Avez-vous déjà giflé un rat?, pamphlet, Yvonand, Bernard Campiche, 1997
- Le Désir de Dieu, Paris, Grasset, 2005
- Écrits sur Ramuz, Vevey, L'Aire, 2005
- Le Simple préserve l’énigme, Paris, Gallimard, 2008
- L’Interrogatoire, Paris, Grasset, 2011

### Écrits sur l'art
- Dessins de Pablo Picasso, dessins de Pablo Picasso avec une lettre de Francis Ponge, Lausanne, Mermod, 1960
- Hommage à Jacques Berger, avec Gustave Roud, Georges Peillex, Jacques Monnier, André Kuenzi, Lausanne, Pour l'Art, 1963
- 6.6.66, sculpture de André Gigon, photographies de Henriette Grindat, Lausanne, Maurice Bridel, 1966
- Les Dessins d'Étienne Delessert, Lausanne, Bertil Galand, 1974
- Die fünf Sinne, illustrations d'Étienne Delessert, Denges et Lausanne, Au Verseau, 1983
- L'Air d'Eros, dessins et aquarelles de Bernard Louedin, Paris et Lausanne, La Bibliothèque des Arts, 1984
- Pierre Estoppey, avec Charles-Henri Favrod et André Kuenzi, textes et poèmes, Denges et Lausanne, Au Verseau, 1986
- La Muerte y la Nada, œuvres d'Antonio Saura, Paris, Pierre Canova, 1990
- Jean Lecoultre, avec Erika Billeter, Bertil Galand, Michel Thévoz, Christophe Gallaz, Claude Ritschard, Lausanne, Musée Cantonal des Beaux Arts, 1990
- Zao Wou-Ki, Genève, Galerie Jan Krugier, 1990
- Pierre Estoppey, Lausanne, Galerie Paul Vallotton, 1991
- Marc Jurt ou La Lampe du Jour, Genève, Galerie Patrick Cramer, 1991
- Marcel Poncet, avec Valentine Reymond, Paris, La Bibliothèque des Arts, 1992
- Olivier Charles, Vevey, Musée Jenisch, 1992
- Raoul Ubac, avec Bernard Blatter, Yves Bonnefoy, Anne Delfieu, Vevey, Musée Jenish, 1992
- Pierre Raetz, Neuchâtel et Bruxelles, Galerie 2016, 1992
- Le Rire dans la faille, dessins de Chantal Moret, Martigny, Le Manoir, 1993
- Venise, aquarelles de Italo De Grandi, Lausanne, Jean Genoud, 1993
- À l'Ange rouge, gravure de Jean-Pascal Bongard, Lausanne, Galerie HumuS, 1995
- Bazaine, Paris, Skira, 1996
- Paysages envisagés, photographies de Philippe Pache, Paris, Galerie Caméra Obscura, 1996
- Dana, peintures et sculptures de Yves Dana, Neuchâtel, Galerie Ditesheim, 1996
- Sur une gravure de Tal Coat, Saint-Prex, Atelier de Saint-Prex, 1997
- La Bête de Tal Coat, Saint-Prex, Atelier de Saint-Prex, 1997
- Figures de la métamorphose, Lausanne, La Bibliothèque des Arts, 1999
- Le Dernier des monstres, Cuenca, Cuadernos del Hocinoco, 2000
- Notes sur Saura, Cuenca, Cuadernos del Hocinoco, 2001
- Les Dangers de Jean Lecoultre, Cuenca, Cuadernos del Hocinoco, 2002
- Marcel Pierre, Lausanne, Cheneau de Bourg, 2002
- Pietro Sarto, le discours de l'Hermitage, gravures de Pietro Sarto, Lausanne, Chabloz, 2003
- Javier Pagola, Cuenca, Cuadernos del Hocinoco, 2004
- Thomas Fougeirol, Paris, Operae, 2004
- Dans la peinture de Sarto, Saint-Prex et Lausanne, Atelier de St-Prex et Chabloz, 2008
- Avec Pietro Sarto, in Pietro Sarto 60 ans de peinture, avec Freddy Buache, Abbatiale et Musée de Payerne, 2008
- Une nuit dans la forêt, héliogravures de Manuel Müller, Genève, Notari, 2009
- Jean Lecoultre ou la haine de la peinture, avec Christophe Bataille, Sion, Matze, 2010

### Correspondance
- Une vie nouvelle, correspondance avec Michel Moret, Vevey, Éditions de l'Aire, 2010
- Correspondance 1953-1976, correspondance avec Gustave Roud, Gollion, Infolio, 2011
- Fraternité secrète, correspondance avec Jérôme Garcin, Grasset, Paris, 2012

### Contes
- Le Renard qui disait non à la Lune, illustrations de Danièle Bour, Paris, Grasset, 1974
- Marie et le Chat sauvage, illustrations de Danièle Bour, Paris, Grasset, 1979
- Neuf, l’Œuf, illustrations de Danièle Bour, Paris, Grasset, 1990
- François dans la forêt, illustrations de Danièle Bour, Paris, Grasset, 1991

### Peinture
- Minotaure, texte de François Nourissier, Cuenca, Fundación Antonio Pérez, 2000
- Jacques Chessex peintures, textes de François Nourissier et Christophe Bataille, Sion, Matze, 2008

### Revues littéraires
Jacques Chessex a publié des textes et des poèmes dans les revues suivantes :
- La N.R.F. (Nouvelle Revue française), Paris
- Cahiers Jean Paulhan, Paris
- Les Cahiers du Sud, Marseille
- Sud, Marseille
- La Règle du Jeu, Marseille
- Nota Bene, Paris
- Voix, Paris
- La Revue de Belles-Lettres, Genève
- Poésie, Paris
- Les Cahiers des Saisons, Paris
- L'Alphée, Paris
- Écriture, Lausanne
- Entailles, Montpellier
- L'Hippocampe, Paris
- Lire, Paris
- Pays du Lac, Lausanne
- Romandie, Chiba, Japon
- Tra-jectoires, Mantes-la-Jolie
- Voir, Lausanne
- Europe, Paris
- Le Nouveau Recueil, Seyssel
- Webster Review, Webster Grove, Royaume-uni
- Archipel, Lausanne
- La cinquième Saison, Vevey

## Expositions
« On voit moins les morts lorsqu'il y a plus d'art »
- Bibliothèque nationale suisse à Berne, du 13 février au 10 mai 2003.
- Centre culturel suisse à Paris, du dimanche 1er février au 4 avril 2004.

## Participation à des jurys littéraires
- Membre du jury du prix Colette, à Paris, de 1989 à 1993.
- Membre du jury du prix Prince-Pierre-de-Monaco, à Monaco, de 1987 à 2000.
- Membre du jury du prix Lipp Suisse, à Genève, de 1990 à 2009.
- Fondateur et président du prix Édouard-Rod, à Ropraz, de 1992 à 2009.
- Membre du jury du prix Médicis, à Paris, de 1996 à 2009.
- Membre du jury du grand prix Jean-Giono, à Aix-en-Provences, en 2009.

## Filmographie
- 1986 : L'Ogre de Simon Edelstein
- 1992 : La Confession du Pasteur Burg de Jean-Jacques Lagrange
- 2016 : Un Juif pour l'Exemple de Jacob Berger

## Adaptations théâtrales
- La Confession du Pasteur Burg, mis en scène par Didier Nkebereza, 2009.
- L’Interrogatoire, mis en scène par Laurent Gachoud, 2013.
- Écoutons Jacques Chessex, mis en scène par François Landolt, 2014.
- Portrait des Vaudois, mis en scène par Michel Toman, 2015.
- Un Juif pour l'Exemple, mis en scène par Miguel Fernandez, 2016.

## Récompenses et distinctions

### Décorations
- Commandeur de l'Ordre des Arts et des Lettres (1996)[10].
- Chevalier de la Légion d'honneur (2002)[réf. souhaitée].